# Олег Федосејев
Олег Георгијевич Федосејев (рус. Олег Георгиевич Федосеев; Москва, 4. јул 1936 — Москва, 14. јун 2001) бивши совјетски атлетичар, светски рекордер у троскоку, двоаструки учесник Летњих олимпијских игара, освајач сребрне олимпијске медаље. Био је члан АК Динама из Москве.

## Спортска биографија
Дана 3. маја 1959. Федосејев побољшава светски рекорд у троскоку који је држао његов земљак Олег Рјаховски, скочивши 16,70 м на атлетском митингу у Наљчику. Године 1962. освојио је бронзану медаљу на Европском првенству у Београду где је доминирао Пољак Јозеф Шмид, који је те године и оборио Федосејевов светски рекорд. Највећи успех у каријери постигао је на Олимпијским играма 1964. у Токију освајањем сребрне олимпијске медаље у троскоку. Игубио је поново од Пољака, Јозефа Шмида.

## Значајнији резултати
| Сезона | Такмичење          | Локација             | Дисциплина | Плас. | Резултат | Детаљи |
| СССР   | СССР               | СССР                 | СССР       | СССР  | СССР     | СССР   |
| ------ | ------------------ | -------------------- | ---------- | ----- | -------- | ------ |
| 1956.  | Олимпијске игре    | Мелбурн, Аустралија  | скок удаљ  | 8.    | 7,27 м   |        |
| 1958.  | Европско првенство | Стокхолм, Шведска    | скок удаљ  | 8.    | 7,29 м   |        |
| 1962   | Европско првенство | Београд, Југославија | троскок    |       | 16,24 м  |        |
| 1964.  | Олимпијске игре    | Токио, Јапан         | троскок    |       | 16,58 м  |        |

## Лични рекорди
- Троскок — 16,70 м, СР 3. мај 1959, Наљчик
- Скок удаљ — 7,77 м, 16. мај 1959, Москва